# La Font de Sant Joan (la Fatarella)
La Font de Sant Joan és una obra de la Fatarella (Terra Alta) inclosa a l'Inventari del Patrimoni Arquitectònic de Catalunya.

## Descripció
Estructura formada per dos trams de paret, realitzada amb carreus, amb una cornisa motllurada que la remata en tota la seva llargada.
La font es troba a l'interior d'un arc de mig punt de poca fondària, on hi ha una petita fornícula amb una escultura a l'interior i un petit porticó que tanca el lloc de recollida de l'aigua.
Més avall es va obrar un petit bassi.

## Història
Pertany probablement al segle xvi o xvii, amb una forta similitud a altres fonts, com la de Gandesa, datada al 1577, Batea, Corbera, etc.
Inicialment foren construïdes per abastir d'aigua i com abeuradors de bestiar, sempre ubicades als afores de les poblacions, aprofitant rieres.
Posteriorment se solia construir el bassi, a vegades, amb coberta, per a rentadors públics.